# 依决洛单抗
依决洛单抗（INN：Edrecolomab；开发代号：MAb17-1A，商品名Panorex），或译依屈洛单抗，是一种小鼠单克隆抗体，靶向细胞表面糖蛋白EpCAM（17-1A），该蛋白在上皮组织和各种癌症上表达。
初步研究表明，该药物有望应用于III期结直肠癌（伴有淋巴结转移）患者。不过，尚未证明对II期结肠癌（局部晚期癌症但未蔓延到淋巴结）有任何效果。
依决洛单抗在这些研究中具有良好的耐受性，因此此类研究现在集中于它是否可以用于其他形式的癌症。